# Thomsen-Inseln
Die Thomsen-Inseln sind eine Gruppe kleiner Inseln westlich der Antarktischen Halbinsel. Sie gehören zum Archipel der Biscoe-Inseln und liegen 3 km südwestlich des Speerschneider Point vor der Westküste der Renaud-Insel.
Die Inseln sind erstmals in einer argentinischen Landkarte aus dem Jahr 1957 verzeichnet. Das UK Antarctic Place-Names Committee benannte sie 1959 nach dem dänischen Meteorologen Helge Thomsen (1904–1985), der beim Danmarks Meteorologiske Institut verantwortlich war für die Erstellung der Jahresberichte zur Meereissituation in den antarktischen Gewässern.